# Meningeom
Meningeom je tumor koji je građen od stanica moždanih ovojnica (meningotelijske tj. arahnoidalne stanice). Meningeomi su najčešće dobroćudni (benigni) intrakranijski tumori koji sporo rastu i rijetko infilitraju mozak, ali mogu biti i zloćudni (maligni). Meningeomi su drugi po učestalosti primarni tumor u središnjem živčanom sustavu.
Većina meningeomi ne uzrokuju simptome, te se ne otkriju za života, već su slučajan nalaz prilikom radioloških pretraga glave ili obdukcije. Obično su takvi tumori mali, bez širenja u mozak. Veći tumor uzrokuju simptome ovisno o veličini i lokaciji. Simptomi mogu biti npr.:
- fokalni epileptični napadaji
- progresivna spastična pareza nogu
- povećanje intrakranijalnog tlaka

Meningeom može biti građen od različitih vrsta stanica. Histopatološku klasifikaciju meningeoma je dala SZO, prema kojoj su meningeomi podijeljeni i u stupnjeve prema ponašanju:
- benigni (I. stupanj) - 90% menigeoma - meningotelijski, fibrozni, tranzicijski (mješaviti), psamomski, angiomatozi
- atipični (II. stupanj) - 7% meningeoma - horoidni, svjetlostanični, atipični
- anaplastični/maligni (III. stupanj) - 2% meningeoma - papilarni, rabdoidni, anaplastični

Meningeomi nastaju iz arahnoidalnih stanica (lat. arachnoidea mater - paučinasta mozgovnica, je srednja ovojnica, izgleda paučine), najčešće u području arahnoidalnih granulacija (Pacchionijeve granulacije). Tumori moždanih ovojnica mogu nastati i od ostalih ne-meningotelijskih, (npr. mezenhimalnih) stanica koje se nalaze u ovojnicama, te i ti tumor mogu biti po ponašanju dobroćudni ili zloćudni (npr. lipom, rabdomiosarkom).
Liječenje ovisi o veličini, lokaciji, simptomima i histološkom tipu tumora. Za dijagnozu najčešće se koristi CT, MRI i arteriografija, dok se liječenje odnosi na kiruršku resekciju tumora, radioterapiju ili kemoterapiju.
|  | Molimo pročitajte upozorenje o korištenju medicinskih informacija. Ne provodite liječenje bez savjetovanja s liječnikom! |